# Gebhard Anton von Krosigk
Gebhard Anton von Krosigk (* 26. Februar 1754 im Schloss Hohenerxleben; † 16. April 1840 ebenda) war ein deutscher Beamter und Gutsbesitzer.

## Leben

### Familie
Gebhard Anton von Krosigk stammte aus der Adelsfamilie von Krosigk. Er war der Sohn des Anton Friedrich von Krosigk (1721–1779) und dessen Ehefrau Helena Ehrengard (* 17. Juli 1729 in Eichenbarleben; † 23. September 1771 im Schloss Hohenerxleben), geb. von Alvensleben, eine Tochter von Gebhard Johann IV. von Alvensleben (1703–1763), Propst von St. Peter und Paul in Magdeburg. Seine Schwestern waren Eleonore Sophie Albertine Wilhelmine von Krosigk (* 13. April 1760 in Eichenbarleben; † 28. Juni 1829 in Berlin), verheiratet mit Friedrich Gisbert Wilhelm von Romberg (1729–1809), preußischer Generalleutnant, und Ehrengard Helene Adelheid von Krosigk (* 13. September 1761; † 5. September 1818), verheiratet mit Hans von Kröcher (1755–1798), Domherr von Havelberg, Vater von Wilhelm von Kröcher.
Am 6. September 1830 heiratete er Auguste Ernestine Elisabeth (* 18. November 1761 in Emden; † 22. April 1840 in Hohenerxleben), eine Tochter von Alexander Jakob von der Schulenburg. Sie starb am 22. April 1840, sechs Tage nach seinem Tod, sie wurden in der Familiengruft bestattet.
Ihre Kinder waren:
- Ehrengarde Friederike Wilhelmine von Krosigk (* 30. Dezember 1781 in Schloss Hohenerxleben; † 8. April 1849 in Leipzig), verheiratet mit Carl Ludwig August von Hohenthal (1769–1826);
- Amalie von Krosigk (1793–1868); ⚭ 1811 Hans von Kröcher (1783–1852), preußischer Landrat im Landkreis Ostprignitz
- Gebhard Adolph Fredrich von Krosigk (* 5. Februar 1799 in Schloss Hohenerxleben; † 3. März 1856 ebenda), verheiratet mit Elisabeth von Westphalen (1800–1863).

### Werdegang
Gebhard Anton von Krosigk begann 1769 ein Studium an der Universität Halle und wechselte 1771 nach Ilsenburg, um an der ersten forstwirtschaftlichen Lehranstalt im europäischen Raum bei Hans Dietrich von Zanthier im Forstfach zu studieren.
1775 trat er als Kornett in das königlich-preußische Altpreußisches Kürassierregiment „Leibregiment“ in Schönebeck ein. Im Bayerischen Erbfolgekrieges ging er 1778 mit den preußischen Truppen, unter Führung von Prinz Heinrich, nach Böhmen. Nach seiner Rückkehr 1779 verstarb sein Vater und er erbte die Rittergüter Hohenerxleben und Rathmannsdorf. Aus diesem Grunde reichte er seinen Abschied aus dem Militärdienst ein, allerdings verweigerte ihm König Friedrich II. vorerst die Entlassung. Erst 1780 konnte er, nach wiederholtem Gesuch, aus dem aktiven Dienst ausscheiden und seinen Besitz antreten.
1787 wurde er von der anhaltinischen Landschaft zum Landrat des fürstlich-bernburgischen Anteils gewählt und durch den Senior des Stammhauses Anhalt, Fürst Karl Georg Leberecht, bestätigt. 1795 wurde Gebhard Anton von Krosigk zum Stammrat aller anhaltinischen Fürstentümer (Anhalt-Dessau, Anhalt-Zerbst, Anhalt-Köthen und Anhalt-Bernburg) ernannt.
1802 ließ er in die alte baufällige und zu kleine Dorfkirche Hohenerxleben abreißen und von Grund auf neu erbauen und mit einer Orgel ausstatten, die sie bislang nicht hatte.
1807 wurde im Schloss Hohenerxleben der alte Westwohnturm abgerissen und durch einen Biedermeier-Bau ersetzt. Mit den Trümmern des Abrisses wurden die Trockengräben im Süden und Westen aufgefüllt.
1815 wurde er durch seinen Fürsten im Herzogtum Anhalt-Bernburg zum Chef des Landsturms ernannt. 1828 kam es zur Ernennung als Chef des gesamten anhaltinischen Stipendienwesens.

## Auszeichnungen
- Roter Adlerorden zweiter Klasse, überreicht durch die Herzogin Friederike von Anhalt-Dessau, 1837 fügte der König Friedrich Wilhelm III. noch den Stern hinzu.
- 1837 wurde er zum Kommandeur des herzoglich-anhaltinischen Hausorden Albrechts des Bären ernannt.

## Schriften
- Lebensbild Gebhard Antons von Krosigk und seiner Gemahlin Auguste Ernestine Elisabeth von Krosigk. Druck von L. Reiter. Bernburg 1870